# Jackie Cooper
Jackie Cooper, geboren als John Cooper, Jr. (Los Angeles (California), 15 september 1922 - 3 mei 2011) was een Amerikaans acteur, filmregisseur en producent.

## Biografie
Cooper werd als kind al een bekend acteur. In 1929 kreeg hij een rol in Our Gang. Hij werd al gauw een van de populairste acteurs van de serie. Hij stapte uit de serie in 1931. Voor veel acteurs uit Our Gang betekende dat ook een einde van hun carrière. Die van Cooper begon pas.
In 1931 was hij te zien in Skippy. Hiervoor kreeg Cooper, op 10-jarige leeftijd, een nominatie voor de Academy Award voor Beste Acteur. Hal Roach verkocht zijn contract aan Metro-Goldwyn-Mayer. Roach dacht dat hij een betere toekomst zou krijgen als hij in films zou spelen.
Cooper speelde vooral met acteur Wallace Beery in veel films, waaronder The Champ (1931), The Bowery (1933), Treasure Island (1934) en O'Shaughnessy's Boy (1935). De kritieken dachten dat Beery en Cooper goed met elkaar overweg konden. Het tegenovergestelde was echter de waarheid. Cooper vertelde ooit dat hij dacht dat Beery een agressieve, dronken man was.
Cooper vond het als volwassene moeilijker een goede rol te vinden. Daarom ging hij tijdens de Tweede Wereldoorlog in het  leger. Daarna werd Cooper regisseur. Ook kreeg hij een succesvolle carrière op televisie. Cooper kreeg in 1978 een grote comeback toen hij in Superman te zien was.
Cooper overleed op 3 mei 2011.

## Filmografie (selectie)
- 1931: Skippy
- 1931: The Champ
- 1933: The Bowery
- 1934: Treasure Island
- 1936: The Devil Is a Sissy
- 1938: White Banners
- 1938: That Certain Age
- 1939: Streets of New York
- 1939: What a Life
- 1940: The Return of Frank James
- 1941: Ziegfeld Girl
- 1942: The Navy Comes Through
- 1947: Kilroy Was Here
- 1971: The Love Machine
- 1974: Chosen Survivors
- 1975: Journey into Fear
- 1978: Superman
- 1980: Superman II
- 1983: Superman III
- 1987: Superman IV: The Quest for Peace